# 아메리칸 뷰티
《아메리칸 뷰티》(영어: American Beauty)는 1999년 샘 멘데스 감독의 미국 드라마 영화이다. 케빈 스페이시, 아네트 베닝, 크리스 쿠퍼 등이 출연하였다. 이 영화 제목 뜻은 ‘①가장 고급스런 장미의 이름, ②금발에 파란 눈, 전형적인 미국 미인, ③일상에서 느끼는 소박한 아름다움’이라고 풀이 되어 있다. 레스터 번햄이라는 중년 남성이 겪는 위기와 그것을 극복해나가는 과정을 그리고 있으며, 시나리오는 앨런 볼이 1990년에 작업하기 시작했으며, 시트콤 대본 등의 형식으로 편집을 시도하다가 1997년에 영화 대본으로 차용된다. 제작지원은 드림윅스사에서 이루어졌다. 영화 촬영 담당은 콘래드 홀이 맡았다. 그는 평화롭고 안정된 장면을 구성함으로써 혼란스러운 영화 내적 구성과 대조를 이루도록 하였다.
이 영화는 북미에서 1999년 9월 15일에 개봉되었으며, 평단의 호평을 받았다. 전세계적으로 3억 5천달러 이상의 수익을 거뒀다. 제72회 미국 아카데미 시상식에서 최우수 작품상, 최우수 감독상, 최우수 남우주연상(케빈 스페이시)을 포함한 5개 부문에서 수상하였고, 제57회 골든 글로브 시상식에서 최우수 작품, 감독을 포함한 3개 부분에서 수상하였다. 이 영화는 총 89회의 수상 및 160회 후보에 지명 된 성공적인 영화라고 평가 받는다.

## 줄거리
레스터 번햄은 자신의 직업을 경멸하는 중년의 화이트 컬러이다. 그의 아내 캐롤린은 야망있는 부동산 중개업자이다. 그들의 16살 난 딸 제인은 그런 부모를 혐오하며, 낮은 자존감을 갖고 있다. 거기에 은퇴한 미국 해군 대령 프랭크 핏츠와 그의 소심한 아내 바바라, 그리고 그들의 10대인 아들 리키가 번햄 가족 옆으로 새로 이사를 오게 된다. 리키는 자신의 주변 환경을 편집증적으로 캠코더에 촬영하며 몇 백개의 녹화본을 자신의 침실에 보관한다. 또 비밀리에 마리화나를 거래하기도 하며, 이를 아버지에게서 숨기기 위해 파트타임 종업원으로 일하기도 한다. 아버지에 의해 강제로 군사학교와 정신병원에 들어간 후 리키는 엄격한 생활 방식을 따라야만 하기 때문이다. 동성애자 연인인 짐 올메이어와 짐 버클리가 새로 이사온 핏츠 가족을 반기기 위해 찾아간 다음 프랭크 핏츠는 아들과 대화를 하며 강한 동성애혐오를 표출한다.
레스터는 고등학교 농구 시합에 참석했다가 딸의 허영심 많은 치어리더 친구인 앤젤라 헤이즈의 춤을 보고 반하게 된다. 그는 앤젤라에 대한 성적 환상을 갖기 시작하는데, 이는 영화 내에서 붉은 장미꽃으로 나타난다. 캐롤린 또한 그녀의 사업 경쟁자인 버디 케인과 바람을 피우기 시작한다. 레스터는 해고 통보를 받으나, 상사를 협박하여 6만 달러를 받고 관둔 다음 패스트 푸드점에서 일하기 시작한다. 그는 그 돈으로 꼭 갖고 싶었던 자동차를 사고, 레스터가 몸이 좀더 탄탄했더라면 매력적이었을 거라는 앤젤라의 말을 듣고 운동을 시작하기도 한다. 또 리키에게서 마리화나를 사서 피우기 시작하며 앤젤라가 방문할 때마다 그녀에게 수작을 걸기도 한다.
제인과 리키가 사귀기 시작하면서 그녀와 앤젤라의 우정은 사그라든다. 제인은 리키가 자신이 찍은 영상 중에 가장 아름다운 것이라며 보여준, 비닐봉지가 바람에 날리는 영상을 함께 보기도 한다. 한편 레스터는 캐롤린의 불륜을 알아채나 무관심하게 반응한다. 버디는 진행중인 이혼소송에 부담이 갈 것을 우려해 캐롤린과의 불륜을 끝낸다.
프랭크 피츠는 레스터와 리키의 우정을 수상하게 여기기 시작하고, 급기야 레스터가 알몸으로 운동을 하고 있는 장면을 찍은 리키의 녹화본을 발견한다. 피츠는 레스터와 리키가 동성애자가 아닐지 의심하기 시작하고, 자동차 차고의 창문으로 그 둘을 지켜본 후 그 두 사람이 성적인 관계로 얽힌 사이라고 단정한다. 결국 그는 리키를 때리며 동성애자가 아니냐며 비난을 하나, 리키는 자신이 동성애자가 맞다고 거짓말을 하고 결국 피츠에 의해 집에서 쫓겨난다. 리키는 제인을 찾아가 뉴욕으로 함께 도망가자고 제안한다. 이때 제인은 앤젤라와 아버지 문제로 다투고 있었는데, 리키는 그런 앤젤라를 지루하고 평범하다고 비난한다.
프랭크 피츠는 레스터를 찾아가 그에게 키스하려고 하나, 레스터는 피츠를 거절하고, 곧 도망쳐버리고 만다. 레스터는 심란해하며 혼자 있는 앤젤라를 발견한다. 앤젤라는 레스터에게 자신이 아름답다고 말해달라며 부탁하고 레스터는 따라준다. 앤젤라는 그렇게 레스터를 유혹하나, 그녀가 처녀라는 것을 알고는 레스터는 하던 것을 멈춘다. 그는 대신 앤젤라를 달래주며 서로의 절망을 나눈다. 앤젤라는 화장실에 가고 레스터는 부엌에 있는 가족사진을 보며 미소짓는다. 보이지 않는 누군가가 그의 머리 뒤로 총을 겨누고, 곧 총 소리와 함께 벽으로 피가 튄다. 리키와 제인이 레스터의 시신을 발견하는 동안 캐롤린은 옷장에서 레스터의 옷을 껴안으며 운다. 피가 묻은 프랭크 피츠는 집에 돌아오는데, 그의 총기 수집품 중에서 총 한 자루가 비어있는 것을 확인할 수 있다. 레스터의 나레이션은 그의 삶에서 의미 있었던 경험을 묘사한다. 그는 그의 죽음에도 불구하고 이 세상에 수많은 아름다움이 있기에 자신은 행복하다고 말한다.

## 제작

### 대본
볼은 1990년대 초반에 두가지 사건으로부터 일부분 영감을 받았다. 1991년과 1992년에 볼은 세계 무역 센터 앞에서 바람에 휘날리는 비닐봉지를 보았다. 그는 십분간 그 광경을 지켜봤고 후에 그 장면이 ‘예상치 못한 감정’을 불러일으켰다고 했다. 1992년에 볼은 에이미 피셔 재판에 관한 언론 플레이에 몰두했다. 이 스캔들을 주제로 하는 만화책이 빠르게 상업화되는 걸 보면서 그는 크게 놀랐다. 그는 “책 안에 더 흥미롭고 비극적인 또 다른 이야기가 숨어있는 느낌이었다”라고 말했다. 그리고 그 내용을 기반으로 한 연극을 만들기 시작했다. 40쪽까지 대본을 썼을무렵, 그는 영화가 더 나을 거란 생각에 작업을 중단했다. 시각적 효과와 캐릭터들의 개인적인 내용을 전달하기에는 연극이 제한적이라고 생각했기 때문이다. 대부분의 주인공이 영화에 등장하지만, 캐럴린의 존재감은 미비하다. 그대신 짐의 역할이 커졌다.
볼은 레스터의 스토리를 자신의 인생에 기반해서 풀어냈다. 레스터를 통한 그의 인생에 대한 재탐색은 그가 1930년대 중반에 느낀 감정과 유사하다. 레스터와 마찬가지로, 볼 또한 그가 존경하지 않는 사람들이 가득한 직장을 소홀히 했다. 리키의 가정을 보여주는 장면은 볼 자신의 유년기를 반영한다. 볼은 그의 아버지를 동성애자로 의심했고 이는 “자기 자신이기를 포기한” 피츠 대령을 통해 드러난다. 영화속에 코미디와 드라마의 요소가 동시에 존재하는 건 의도가 아니었다고 감독은 말한다. 하지만 그것은 감독이 인생을 대하는 태도가 무의식적으로 드러난 것이다. 그는 두 요소의 조합이 하나일때는 해낼 수 없는 강렬한 대비효과를 만들어냈다고 말했다.
볼은 영화 제작에 많은 관여를 했다. 그는 텔레비전 쇼 발전 계약에 동의함으로써 영화 제작자들이 일년간 《아메리칸 뷰티》에만 집중할 수 있는 환경을 만들었다. 그는 이틀간의 촬영을 위해 대본을 다시쓰고 재해석할 준비가 되어있었다. 리키와 제인이 레스터를 살해한 혐의로 기소되는 장면은 편집되었다. 작가들은 그 장면이 감독의 “:증오와 냉소”를 반영할 뿐이지 영화상에서는 불필요하다고 생각했다(See editing). 볼과 멘데스는 대본을 배우들에게 나눠주기 전에 두번 검토했다. 대본 독회가 있지 전에도 두번의 검토를 했다.
총을 쏘는 장면에서 리키와 제인은 앤절라의 차 안에서 죽음과 아름다움에 대해서 얘기한다. 이 장면은 원래 고속도로에서 세명이 고속도로에서 교통사고를 목격하고 시체를 보여주는 장면이었다. 이 수정은 현실적인 결정이었다. 제작이 많이 지체되었고 예산이 부족했기 때문이다. 교통사고 장면을 촬영하는데 이틀이 필요하지만, 제작진은 하루의 여유밖에 없었다. 볼은 이 장면을 리키가 대사를 통해 죽은 노숙인의 시체를 본 장면을 묘사하는 것으로 대체했다. “그런 장면을 보는 것은, 신이 너를 잠깐동안 이나마 똑바로 쳐다보는 기분이야. 그리고 너가 정신을 똑바로 차린다면, 너도 신을 볼 수 있어.” 제인이 묻는다. “뭐가 보여?”. 리키의 대답은 “아름다움”이다. 볼은 “제작진은 이 장면이 중요하지 않다며 편집하고 싶어했다”고 말했다. 하지만 그는 “너는 제정신이 아니야. 이 장면은 이 영화에서 가장 중요한 장면중에 하나야! 이 영화의 명대사를 뽑자면, 바로 저 대사야”라고 응수했다. 사라진 고속도로 교통사고 시퀀스를 대체하기 위해서 또다른 장면이 추가됐다. 학교 운동장에서 제인이 앤절라를 뒤로한 채 리키와 손을 잡고 집으로 향하는 장면이다. 이장면은 제인의 “터닝포인트”를 의미한다. 영화가 마무리 될 즈음 대본을 열차례 넘게 수정이 가해졌다.

### 편집
멘데스와 그의 어시스턴트는 열흘간 영화를 편집했다. 편집작업을 하면서 멘데스는 자신이 만들고자 했던 것과 실제 영화가 다르다는 것을 깨달았다. 그는 “훨씬 더 변덕스럽고 (…) 만화경같은” 작품을 만들고 있었던 것이다. 또 멘데스는 영화의 감성과 어둠에 이끌렸다. 그는 이 점을 살리기 위해 원래는 버리려고 했던 음악과 장면들을 사용하기 시작했다. 그는 영화의 처음 10분을 편집하는데 영화의 다른 나머지 부분을 편집하는 것보다 훨씬 많은 시간을 들였다. 그는 여러 가지 종류의 오프닝을 만들었는데, 첫번째 버전에서는 제인과 리키가 레스터의 살해혐의를 의심받는 장면이 삽입되었다. 하지만 멘데스는 편집 마지막 주에 이 장면을 제외했는데, 그 장면을 쓰면 영화의 미스터리함 뿐만 아니라 구원이라는 영화 내적 주제가 훼손된다고 생각했기 때문이다. 멘데스는 그 장면을 차용하면 영화의 포커스가 인물들이 아니라 사건으로 옮겨가며, 영화가 마치 “NYPD Blue”의 한 에피소드처럼 될 거라고 여겼다. 대신, 그는 영화의 엔딩을 “꿈과 추억과 서술적 결의의 시적 조합”처럼 만들길 원했다. 볼은 편집이 끝난 완성본을 보고서 영화가 더 희망적이 되었다며 “영화의 어둠 안에는 낭만적인 심장이 있다”고 평했다.

### 음악
토머스 뉴먼의 작곡은 샌타모니카에서 녹음되었다. 그는 분위기를 내고 리듬을 만들기 위해 주로 타악기를 사용했는데, 이 제안은 멘데스로부터 나왔다. 뉴먼은 “고동과 리듬, 멜로디를 선호”했는데, 이 점이 그가 처음 작곡한 것보다 더 미니멀리즘적인 결과물을 낳았다. 그는 각 소절에 “작고 끊임없이 반복되는 절”을 넣었으며, 주로 “8개의 마디를 위해 질감을 솎아내었다”고 했다. 사용된 타악기에는 타블라, 봉고, 심벌즈, 피아노, 실로폰과 마림바스가 있으며, 기타와 플루트, 월드뮤직 악기 또한 사용되었다.뉴먼은 전자음악 또한 사용하였으며 보다 별난 곡들에서는 정통적이지 않은 악기를 썼는데, 철로 된 그릇을 두드리거나 조율이 안된 만돌린을 사용하기도 했다. 뉴먼은 음악이 대본의 “도덕적 모호함”을 방해하지 않고 영화를 이끄는데 도움이 됐다고 생각한다. 그는 “음악이 무언가를 지키기 위해 사용되었다는 점에서 작곡 작업은 매우 섬세한, 균형을 맞추는 작업”이었다고 한다.
사운드 트랙은 뉴먼, 보비 다린, 후, 프리, 일즈, 게스 후, 빌 위더즈, 베티 카터, 페기 리, 포크 임플로젼, 고메즈와 밥 딜런의 노래, 그리고 비틀즈의 “Because”와 닐 영의 “Don’t Let It Bring You Down”의 편곡을 포함한다. 영화의 음악감독 크레스 두리아스가 제작한 축약판 앨범은 1999년 10월 5일에 발매되었으며 그래미 상에 지명되었다. 뉴먼의 19개 곡을 포함한 앨범은 2000년 1월 11일에 발매되었으며 그래미 상을 받았다. 잡지 필름메이커는 이 음악들이 “영화의 초월주의적인 열망을 담았다”며 뉴먼의 가장 훌륭한 작품이라고 평했다. 2006년에는 필름메이커가 “복잡하고 혁신적인 음악과 영화의 관계”를 가장 잘 설명해주는 20곡 중에 한 곡을 아메리칸 뷰티의 수록곡으로 뽑았다.

## 배역
- 케빈 스페이시 - 레스터 버냄 역
- 아네트 베닝 - 캐럴린 버냄 역
- 소라 버치 - 제인 버냄 역
- 웨스 벤틀리 - 리키 피츠 역
- 미나 수바리 - 앤절라 역
- 피터 갤러거 - 버디 케인 역
- 크리스 쿠퍼 - 콜로넬 피츠 역
- 앨리슨 재니 - 바버라 피츠 역

## 개봉
로스 앤젤레스에서 1999년 9월 8일에 첫개봉하였으며, 국내에서는 2000년 2월 26일에 개봉하였다.

## 한국판 성우진(SBS) (2002년 9월 15일)
- 박지훈 - 레스터(케빈 스페이시)
- 장유진 - 캐럴린(아네트 베닝)
- 정미숙 - 제인(소라 버치)
- 김민석 - 리키(웨스 벤틀리)
- 차명화 - 안젤라(미나 수바리)
- 양지운 - 버디(피터 갤러거)
- 김태연 - 피츠 대령(크리스 쿠퍼)
- 황윤걸 - 짐(스콧 바큘라)
- 김승준 - 브래드(베리 델 셔먼)
- 박신영 - 고객(브렌다 웰레)
- 김정애 - 고객(리사 클라우드)
- 홍승섭 - 짐의 친구(샘 로버즈)

## 참고 문헌
- Chumo II, Peter N. (January 2000). “American Beauty: An Interview with Alan 볼”. 《Creative Screenwriting Magazine》 (Los Angeles: Creative Screenwriters Group) 7 (1): 26–35. ISSN 1084-8665.
- Kazan, Nicholas (March 2000). “True Beauty”. 《Written by》 (Los Angeles: Writers Guild of America, West): 24–37. ISSN 1055-1948.